# Konstantin Malofejev
Konstantin Valerjevič Malofejev (rusky Константин Валерьевич Малофеев; * 3. července 1974, Puščino, Moskevská oblast, Sovětský svaz) je ruský oligarcha, podnikatel a politik.

## Životopis
V letech 1991–1996 studoval na Právnické fakultě Moskevské univerzity. V nultých letech vydělal velké peníze pomocí moskevské investiční skupiny Marshall Capital, která investovala do velkých ruských podniků a měla podíl i v Rostelekomu. Ten prodal v roce 2013 obchodní skupině vlastněné Arkadijem Rotenbergem. Je příznivcem Vladimira Putina a na svém kanále Cargrad TV vysílá kremelskou propagandu.
Malofejev je od roku 2014 na sankčním seznamu Spojených států, Evropské unie a Kanady, které ho viní ze spoluúčasti na tehdejší ruské anexi ukrajinského poloostrova Krym. Sankce měly zabránit tomu, aby firmy z Evropské unie s oligarchou spolupracovaly.

## Zajímavosti
Jack Hanick, bývalý zaměstnanec televizních stanic CNBC a Fox News, byl zatčen v Londýně za svou práci televizního producenta pro Konstantina Malofejeva. Jde o vůbec první trestní obvinění z porušení amerických sankcí vyplývajících z ruské anexe Krymu v roce 2014. Prokurátoři uvedli, že když agenti FBI vyslýchali Hanicka ohledně jeho práce pro Malofejeva, vypovídal nepravdivě. Pokud bude Hanick vydán do Spojených států, hrozí mu až 20 let vězení.